# 林俊易
林 俊易（りん しゅんい、リン・チュンイ、英語: Lin Chun-yi、1999年10月2日 - ）は、台湾の男子バドミントン選手。

## 経歴
2023年、5月のタイ・マスターズでは、準決勝で元世界ランク2位の石宇奇を破り、決勝で第4シードの伍家朗を破って優勝した。
2024年、3月のスイス・オープンでは、決勝で同胞1番手の周天成を7-21, 22-20, 23-21の接戦で破って優勝した。